# From Hell to Heaven (opera)
From Hell To Heaven è un'opera rock-sinfonica ispirata alla Divina Commedia. È stata composta dal pianista Andrea Bezzon con gli arrangiamenti rock del chitarrista Andrea 'Urpilo' Guarnieri e le orchestrazioni di Fabrizio Castania.
Tratto dall'omonimo CD, lo spettacolo prevede circa 70 musicisti in scena: 40 elementi della Silver Symphony Orchestra, 20 coristi, 10 elementi del gruppo rock Last Dream il tutto arricchito da una imponente scenografia di luci e immagini.
Il coro è composto esclusivamente da voci liriche e parte del testo è tratto dal Dies Irae di Tommaso da Celano, soprattutto per i brani riguardanti l'Inferno. Mentre nel Paradiso il testo del brano Al cospetto di Dio è una porzione del Pater Noster latino. Il tutto si conclude con un grande Amen finale e celebrativo.
Durante lo spettacolo i brani sono intercalati da interventi della voce recitante che interpreta i testi scritti appositamente per questo progetto da Luca Oliveri.

## Struttura dell'opera
La struttura dell'opera prevede i seguenti brani musicali, intercalati da una voce narrante che guida lo spettatore in un immaginario viaggio:
- Introduzione
- La selva oscura - [Inferno, Canto I, 1-21]
- Le porte dell'Inferno - [Inferno, Canto III, 1-21]
- Caron Dimonio - [Inferno, Canto III, 82-111]
- Paolo e Francesca - [Inferno, Canto V, 73-93]
- L'iracondo (Filippo Argenti) - [Inferno, Canto VIII, 25-42]
- Lucifero - [Inferno, Canto XXXIV, 53-90]
- Fuga dall'Inferno - [Inferno, Canto XXXIV, 133-139]
- L'Angelo nocchiero - [Purgatorio, Canto II, 25-45]
- Beatrice - [Purgatorio, Canto XXX, 55-75]
- Uscita dal Purgatorio - [Purgatorio, Canto XXXIII, 130-145]
- L'incontro con Pietro - [Paradiso, Canto XXVII, 1-21]
- Maria - [Paradiso, Canto XXXIII, 1-21]
- Al cospetto di Dio - [Paradiso, Canto XXXIII, 121-145]
- Fine di un sogno

al termine di ogni spettacolo, viene eseguito un brano dal titolo Backing Home che non fa parte specificamente del progetto From Hell To Heaven pur essendo composto dagli stessi autori dell'opera rock-sinfonica. Questo brano dallo stile epico ha la funzione di accompagnare i momenti conclusivi dopo la performance mentre il pubblico lascia il luogo dello spettacolo.

## Rappresentazioni
La prima dello spettacolo si è svolta il 24 gennaio 2008 al Teatro Comunale di Padova.
Le successive repliche hanno avuto luogo il 28 giugno 2008 presso il Castello Marchionale di Este - Padova, il 21 marzo 2009 presso il Teatro Comunale di Vicenza e il 4 maggio 2012 a Castelfranco Veneto.
È stata realizzata e prodotta anche una versione light dello spettacolo From Hell To Heaven, in cui prendono parte oltre alla rock band e alle voci soliste con l'attore in scena, anche un quintetto d'archi. Di fatto però la struttura dello spettacolo resta invariata, così come per la parte del testo recitata dall'attore.

## Discografia
- From Hell to Heaven - (CD)